# Scilla libanotica
Scilla libanotica är en sparrisväxtart som beskrevs av Franz Speta. Scilla libanotica ingår i släktet blåstjärnesläktet, och familjen sparrisväxter. Inga underarter finns listade i Catalogue of Life.